# أدريانا فولبي
أدريانا فولبي (بالإيطالية: Adriana Volpe)‏ هي عارضة ومقدمة تلفزيونية وممثلة إيطالية، ولدت في 31 مايو 1973 في ترينتو في إيطاليا.

## وصلات خارجية
- الموقع الرسمي
- أدريانا فولبي على موقع IMDb (الإنجليزية)